# Attrazione pericolosa
Attrazione pericolosa è un film erotico del 1993 diretto dal regista Bruno Mattei firmato con lo pseudonimo Pierre Le Blanc e prodotto da Giovanni Paolucci. Il film è noto anche con il titolo Attrazione perversa.

## Trama
Uno studente universitario sta scrivendo la sua tesi su un regista di B-Movies. Mentre è alla ricerca di informazioni sulla sua vita personale, scopre alcuni segreti, che porteranno a diversi colpi di scena.